# Papinta
Papinta  è un cortometraggio muto del 1910.

## Trama
Jose e Papinta vivono un amore contrastato; spiati dall'indiano Carrado che informa dei loro movimenti Pedro, lo zio della ragazza, si sposano nella cappella di padre Vallejo. La cerimonia è appena finita quando irrompono Pedro, Wahna, una ragazza indiana, e Pedro, un corteggiatore respinto da Papinta. Josè viene colpito e Papinta sta per essere trascinata via, quando interviene padre Vallejo. Juan, alla testa di un gruppo di messicani, si mette all'inseguimento dei due. Quando li ritrova, viene però messo fuori gioco da un americano che aiuta la giovane coppia.

## Produzione
Il film fu prodotto dalla Selig Polyscope Company.

## Distribuzione
Distribuito dalla Selig Polyscope Company, il film - un cortometraggio in una bobina - uscì nelle sale cinematografiche statunitensi il 5 maggio 1910.